# Громовка (Запорожская область)
Громовка (укр. Громівка) — село,
Новоспасский сельский совет,
Приазовский район,
Запорожская область,
Украина.
Код КОАТУУ — 2324584602. Население по переписи 2001 года составляло 7 человек.

## Географическое положение
Село Громовка находится на левом берегу реки Шовкай,
выше по течению на расстоянии в 1,5 км расположено село Марьяновка,
ниже по течению на расстоянии в 1,5 км расположено село Петровка (Приморский район).

## История
До середины 19 века на месте будущего поселения существовал ногайский аул-поселение кочевых азиатских народностей-наследников Едисанской орды, населявших Юг Украины еще с 13 века. Свидетельствами нахождением на этой местности ногайцев служат археологические находки, присущие их быту:начиная от битых чугунных казанков, заканчивая элементами одежды, медными посеребренными украшениями и монетами конца 18-начала 19 века. Также на кладбище села были обнаружены округлые надгробия с тюркскими инициалами.
Село было основано в 1881(по другой информации-в 1872 году) русскими переселенцами молоканского вероисповедания  из Ленкоранского уезда Бакинской губернии. До переселения в Муганскую степь большинство переселенцев были уроженцами Тамбовской губернии. Изначально селение носило именование Апостоловка.
Сюда переселились 12 семей Дудиных, 4 семьи Сушковых, 3 семьи Леженкиных и Беловых, 2 семьи Застрожниковых и Горбуновых, 1 семья Уваровых, Сохряковых и Зубцовых.
По информации за 1889 год в селе уже имелось 14 дворов и проживало 117 жителей. 
В южной стороне села было построено Апостоловское земское начальное училище(в советское время-начальная школа), функционировавшее до начала 1960-х. 
После окончания гражданской войны,  в ближайших селах появлялись очаги голода.  В Апостоловке, за деньги А.Р.А., была организована кухня №6, которая кормила всех нуждающихся в пропитании (председатель комитета кухни Уваров Михаил Самойлович, завкухней В. Сушков, повар Д. Дудин).
В конце 1929 - начале 1930 гг. организована сельхозартель «Свободный труд» (вошла в состав к-за имени Ворошилова соседнего с. Марьяновки), на должности председателя артели значился Яков Закаличный, позже Павел Застрожников. Село вошло в подчинение Марьяновскому, а вскоре и Новоспасскому сельсовету.
В середине 1930-х, в связи с развитием антирелигиозной кампании в Советском Союзе, село переименовали на Громовку, в честь уже тогда известного советского летчика, Героя Советского Союза-Михаила Михайловича Громова. Первое упоминание о переименовании села значится в документе за 1938 г. 
В период голодомора от осложений, вызванных недоеданием скончалось 11 жителей села.
В октябре 1941 село было оккупировано немецко-румынскими войсками. Был избран староста и два полицая-Дудин Николай Васильевич и Леженкин Яков Макарович. Последений был убит при неизвестных обстоятельстваях выстрелом из винтовки и похоронен в родном селе. 
Школа в период оккупации использовалась как склад для овощей, которые нацисты перевозили в Мелитополь на отправку в Германию. 
В сентябре 1943 г. село было освобождено войсками 51 армии 4 Украинского фронта. В здании школы был организован госпиталь, просуществовавший до января 1944 г.
Пережив все трудности послевоенных лет, село постепенно начало развиваться: В конце 1950-х там уже находилось более 20 дворов, 2 магазина и проживало 144 жителя. 
Село входило в составе Марьяновского отделения совхоза «Приазовский» - был построен свинарник, конюшня, кузня и цыплятник По инициативе Сушкова Владимира Васильевича в восточной части села был построен кирпичный завод, в 1954 году по инициативе Павла Застрожникова, на основе речки Корсак, был вырыт Громовский ставок.
В селе проживала толковая знахарка Мария Белова, услугами которой пользовались не только односельчане, но и люди с соседних сел - Петровки, Марьяновки.
К несчастью к 1970-м годам село начало пустеть: люди охотно разъезжались по соседним селам, к концу 80-х тут оставалось 3 жилых дома-дом Петра Сушкова, Петра Левашова и Устрашкиных,  со смертью последнего жильца Громовки-Петра Левашова, вначале 2000-х село было окончательно заброшено. 
Территория села сейчас используется как ставок, куда охотно съезжаются рыбаки с разных районов области. 